# Calista Flockhart

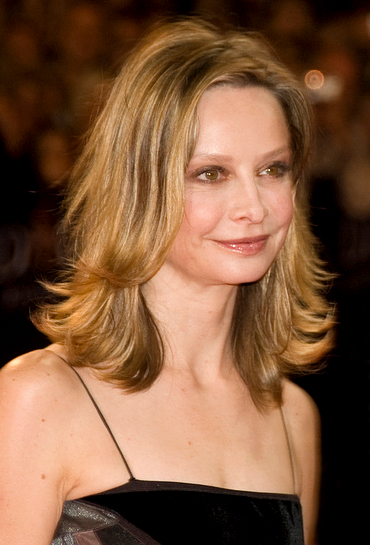
Calista Flockhart, 2009

Calista Kay Flockhart (* 11. November 1964 in Freeport, Illinois) ist eine US-amerikanische Schauspielerin. Ihre bekannteste Rolle ist die der Ally McBeal in der gleichnamigen Fernsehserie.

## Leben und Karriere

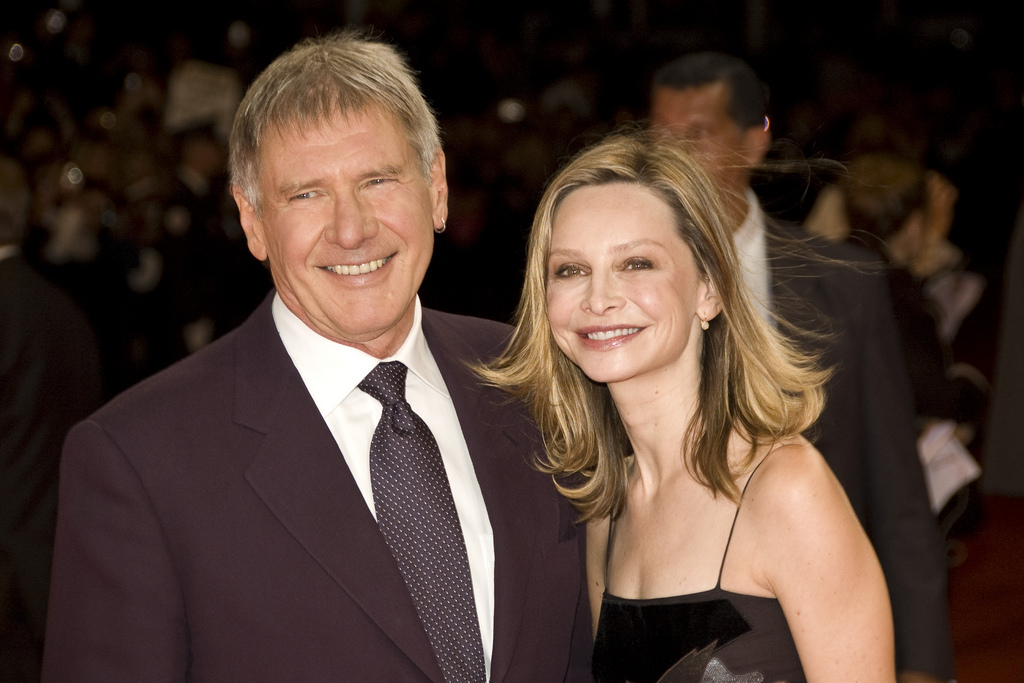
Flockhart mit ihrem heutigen Ehemann Harrison Ford, 2009

Aufgewachsen ist Flockhart in mehreren US-Bundesstaaten (Illinois, Iowa, Minnesota, New Jersey und New York), da ihr Vater aus beruflichen Gründen mit der Familie häufig umzog. Nach ihrem Highschool-Abschluss begann sie an der Rutgers University in New Jersey ein Schauspielstudium, das sie mit dem Bachelor abschloss. Nach Engagements am Broadway, wo sie unter anderem in dem Tennessee-Williams-Stück Glasmenagerie spielte, bekam sie ihre ersten größeren Filmrollen, darunter 1996 The Birdcage – Ein Paradies für schrille Vögel und 1997 American Dreamer – Charmante Lügner.
Der Durchbruch gelang ihr 1997 in der Rolle der Ally McBeal in der gleichnamigen Fernsehserie. Der große Quotenerfolg lief bis 2002. Flockhart war 1998, 1999 und 2001 für einen Emmy nominiert. 1998 bekam sie für ihre Rolle den Golden Globe und 2000 den People’s Choice Award. 1998, 2000 und 2001 wurde sie zusammen mit dem Ensemble mit dem Screen Actors Guild Award ausgezeichnet. Von September 2006 bis Frühjahr 2011 war sie in der von ABC ausgestrahlten Serie Brothers & Sisters zu sehen. Darin spielte sie als Tochter von Sally Field und als Schwester von Rachel Griffiths eine Hauptrolle.
Flockhart, die einen Adoptivsohn (* 2001) hat, lebt seit 2002 mit dem Schauspielkollegen Harrison Ford zusammen. Das Paar ist seit dem 15. Juni 2010 verheiratet.

## Filmografie
- 1989: Springfield Story (The Guiding Light, Fernsehserie)
- 1991: Darrow (Fernsehfilm)
- 1992: Lifestories: Families In Crisis (Fernsehserie, Episode 1x03)
- 1993: Naked in New York
- 1994: Quiz Show
- 1994: Kamikaze College (Getting In)
- 1995: Drunks
- 1995: Pictures of Baby Jane Doe
- 1996: The Birdcage – Ein Paradies für schrille Vögel (The Birdcage)
- 1996: Milk and Money
- 1997: American Dreamer – Charmante Lügner (Telling Lies in America)
- 1997–2002: Ally McBeal (Fernsehserie, 112 Episoden)
- 1998: Practice – Die Anwälte (The Practice, Fernsehserie, Episode 2x26)
- 1999: Ein Sommernachtstraum (William Shakespeare’s a Midsummernight’s Dream)
- 2000: Gefühle, die man sieht – Things You Can Tell (Things You Can Tell Just by Looking at Her)
- 2004: The Last Shot – Die letzte Klappe (The Last Shot)
- 2005: Fragile (Frágiles)
- 2006–2011: Brothers & Sisters (Fernsehserie, 109 Episoden)
- 2014: Robot Chicken (Fernsehserie, Episode 7x17, Stimme)
- 2014: Web Therapy (Fernsehserie, Episode 4x08–4x09)
- 2015: Full Circle (Fernsehserie, 5 Episoden)
- 2015: Die Pinguine aus Madagascar (The Penguins of Madagascar, Fernsehserie, Folge 3x20, Stimme von Doris)
- 2015–2021: Supergirl (Fernsehserie, 26 Episoden)
- 2024: Feud (Fernsehserie)
- 2024–2025: Invincible (Fernsehserie, 4 Episoden, Stimme von April)

## Auszeichnungen und Nominierungen
Primetime Emmy Award
- 1998: Nominierung als Beste Hauptdarstellerin in einer Comedyserie für Ally McBeal
- 1999: Nominierung als Beste Hauptdarstellerin in einer Comedyserie für Ally McBeal
- 2001: Nominierung als Beste Hauptdarstellerin in einer Comedyserie für Ally McBeal

Golden Globe Award
- 1998: Auszeichnung als Beste Serien-Hauptdarstellerin – Komödie oder Musical für Ally McBeal
- 1999: Nominierung als Beste Serien-Hauptdarstellerin – Komödie oder Musical für Ally McBeal
- 2000: Nominierung als Beste Serien-Hauptdarstellerin – Komödie oder Musical für Ally McBeal
- 2001: Nominierung als Beste Serien-Hauptdarstellerin – Komödie oder Musical für Ally McBeal
- 2002: Nominierung als Beste Serien-Hauptdarstellerin – Komödie oder Musical für Ally McBeal

Screen Actors Guild Award
- 1998: Nominierung als Beste Darstellerin in einer Comedyserie für Ally McBeal
- 1998: Nominierung als Beste Schauspielensemble in einer Comedyserie für Ally McBeal
- 1999: Nominierung als Beste Darstellerin in einer Comedyserie für Ally McBeal
- 1999: Auszeichnung als Beste Schauspielensemble in einer Comedyserie für Ally McBeal
- 2000: Nominierung als Beste Darstellerin in einer Comedyserie für Ally McBeal
- 2000: Nominierung als Beste Schauspielensemble in einer Comedyserie für Ally McBeal
- 2001: Nominierung als Beste Darstellerin in einer Comedyserie für Ally McBeal
- 2001: Nominierung als Beste Schauspielensemble in einer Comedyserie für Ally McBeal

Saturn Award
- 2016: Nominierung als Beste TV-Nebendarstellerin für Supergirl